# José Carlos Pace
José Carlos Pace (San Paolo, 6 ottobre 1944 – Mairiporã, 18 marzo 1977) è stato un pilota automobilistico brasiliano di origini italiane.

## Carriera

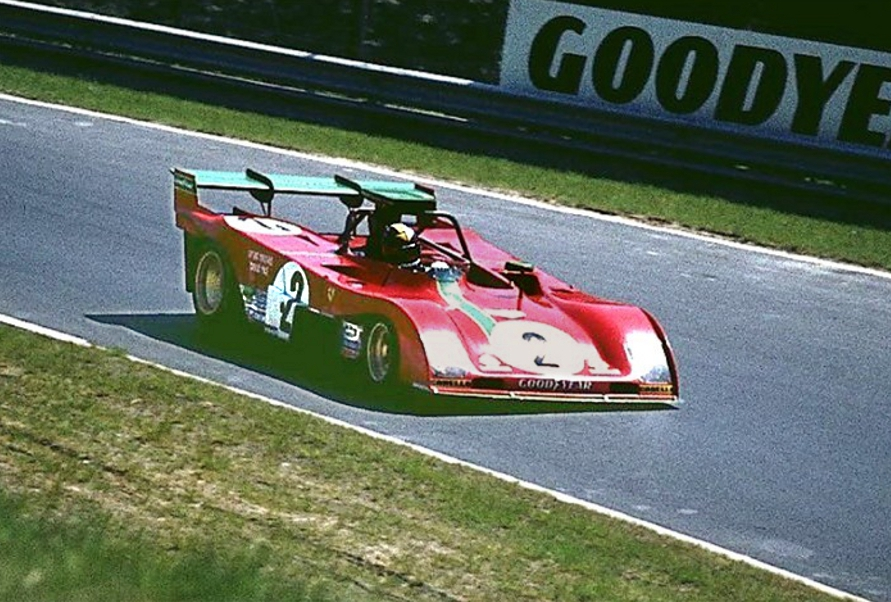
Carlos Pace alla guida di una Ferrari alla 1000 km di Nürburgring

Il debutto in Formula 1 di Pace avviene il 4 marzo del 1972, nel Gran Premio del Sudafrica, alla guida della poco competitiva March nel team di Frank Williams. Si mette subito in evidenza: al Gran Premio di Spagna conquista infatti un insperato sesto posto, battendo il più esperto compagno di squadra Henri Pescarolo. Nel '72 Pace andrà a punti anche in Belgio, con un'ottima quinta piazza.
Le sue prestazioni vengono notate da John Surtees, che gli dà la possibilità di correre per il suo team. Cosa che infatti avviene, ma la prima parte della stagione 1973 è disastrosa, ritiri su ritiri e piazzamenti fuori dalla zona punti.
Bisognerà attendere il Gran Premio di Germania, il 5 agosto, per vedere un buon risultato. Pace conquista il quarto posto e anche il giro più veloce. Due settimane dopo, in Austria, il brasiliano sigla nuovamente il giro più veloce, ma riesce anche a conquistare il terzo gradino del podio.
Il 1974 è l'anno della svolta nella carriera di Pace: dopo aver trascorso la prima parte di stagione alla Surtees, al volante della Surtees TS16 e cogliendo solo un quarto posto, passa in Brabham. Con la BT44 Carlos si mette in luce inanellando una serie di ottime prestazioni che lo portano spesso a lottare per le primissime posizioni, ma che vengono rovinate da errori, collisioni ed uscite di pista causate dalla eccessiva irruenza del brasiliano. Carlos riesce finalmente ad ottenere un secondo posto nel GP degli Usa che gli varrà la conferma. Pace ricompensa il team della fiducia concessagli vincendo il Gran Premio del Brasile 1975 sul circuito di Interlagos.
Sempre nel 1975 conquista buoni risultati che gli valgono il sesto posto nel mondiale piloti. Il 1976 è invece un anno di crisi per la Brabham, che ottiene nove punti. Pace va raramente in zona punti e si ferma a quota sette. Il 1977 parte bene, stabilendosi al secondo posto in classifica, piazzamento che durerà per un brevissimo periodo di tempo.
Oltre che con le monoposto gareggiò nelle competizioni riservate alle vetture a ruote coperte, guidando spesso vetture Ferrari in coppia con Arturo Merzario.
Il 18 marzo 1977 morì in un incidente aereo presso Mairiporã, città dello stato di San Paolo. Con lui morirono anche il pilota e un altro passeggero. Il corpo, dilaniato, venne riconosciuto tramite le impronte digitali. 
Pace è stato sepolto nel cimitero di Araçá, a San Paolo.
Dal 1985 gli è stato dedicato il Circuito di Interlagos.

### Vittorie in Formula 1
- 1975: Gp Brasile

## Risultati completi in F1
| 1972 | Scuderia | Vettura |  |    |   |    |   |     |     |    |    |     |   |     |  |  |  |  |  | Punti | Pos. |
| ---- | -------- | ------- |  | -- | - | -- | - | --- | --- | -- | -- | --- | - | --- |  |  |  |  |  | ----- | ---- |
| 1972 | March    | 711     |  | 17 | 6 | 17 | 5 | Rit | Rit | NC | NC | Rit | 9 | Rit |  |  |  |  |  | 3     | 18º  |

| 1973 | Scuderia | Vettura |     |     |     |     |   |     |    |    |     |   |   |   |     |     |     |  |  | Punti | Pos. |
| ---- | -------- | ------- | --- | --- | --- | --- | - | --- | -- | -- | --- | - | - | - | --- | --- | --- |  |  | ----- | ---- |
| 1973 | Surtees  | TS14A   | Rit | Rit | Rit | Rit | 8 | Rit | 10 | 13 | Rit | 7 | 4 | 3 | Rit | Rit | Rit |  |  | 7     | 11º  |

| 1974 | Scuderia        | Vettura          |     |   |    |    |     |     |     |  |    |   |    |     |   |   |   |  |  | Punti | Pos. |
| ---- | --------------- | ---------------- | --- | - | -- | -- | --- | --- | --- |  | -- | - | -- | --- | - | - | - |  |  | ----- | ---- |
| 1974 | Surtees Brabham | TS16 BT42 e BT44 | Rit | 4 | 11 | 13 | Rit | Rit | Rit |  | NQ | 9 | 12 | Rit | 5 | 8 | 2 |  |  | 11    | 12º  |

| 1975 | Scuderia | Vettura |     |   |   |     |   |   |     |   |     |   |     |     |     |     |  |  |  | Punti | Pos. |
| ---- | -------- | ------- | --- | - | - | --- | - | - | --- | - | --- | - | --- | --- | --- | --- |  |  |  | ----- | ---- |
| 1975 | Brabham  | BT44B   | Rit | 1 | 4 | Rit | 3 | 8 | Rit | 5 | Rit | 2 | Rit | Rit | Rit | Rit |  |  |  | 24    | 6º   |

| 1976 | Scuderia | Vettura |    |     |   |   |     |   |   |   |   |   |     |     |     |   |     |     |  | Punti | Pos. |
| ---- | -------- | ------- | -- | --- | - | - | --- | - | - | - | - | - | --- | --- | --- | - | --- | --- |  | ----- | ---- |
| 1976 | Brabham  | BT45    | 10 | Rit | 9 | 6 | Rit | 9 | 8 | 4 | 8 | 4 | Rit | Rit | Rit | 7 | Rit | Rit |  | 7     | 14º  |

| 1977 | Scuderia | Vettura |   |     |    |  |  |  |  |  |  |  |  |  |  |  |  |  |  | Punti | Pos. |
| ---- | -------- | ------- | - | --- | -- |  |  |  |  |  |  |  |  |  |  |  |  |  |  | ----- | ---- |
| 1977 | Brabham  | BT45    | 2 | Rit | 13 |  |  |  |  |  |  |  |  |  |  |  |  |  |  | 6     | 15º  |

| Legenda | 1º posto     | 2º posto | 3º posto    | A punti         | Senza punti/Non class.  | Grassetto – Pole position Corsivo – Giro più veloce |
| Legenda | Squalificato | Ritirato | Non partito | Non qualificato | Solo prove/Terzo pilota | Grassetto – Pole position Corsivo – Giro più veloce |